# Egidio Maria da Taranto
Sant' Egidio Maria da Taranto, al secolo Francesco Antonio Domenico Pasquale Pontillo (Taranto, 16 novembre 1729 – Napoli, 7 febbraio 1812), è stato un religioso italiano, appartenente all'Ordine dei frati minori alcantarini. È venerato come santo dalla Chiesa cattolica(Ordine Francescani Secolari D'Italia Laici).

## Biografia

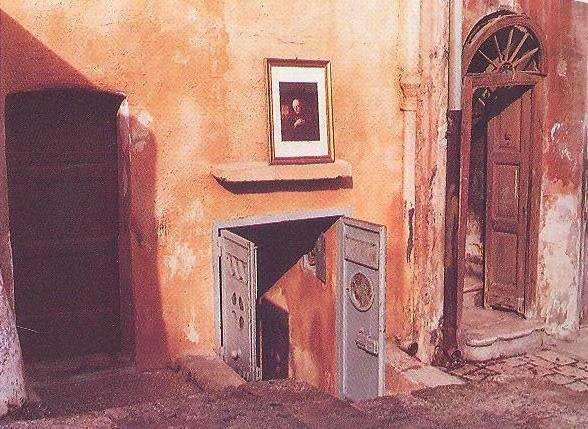
casa natale di Sant'Egidio al pendio La Riccia

Di umili origini, nacque in una piccola casa della Città Vecchia di Taranto nel 1729, da Cataldo Pontillo e Grazia Procaccio, artigiani, dimostrando fin dalla tenera età una fede straordinaria, vissuta in ogni istante della giornata. Si iscrisse giovanissimo alla reale arciconfraternita di Maria Santissima del Rosario presso la chiesa di San Domenico Maggiore; perse il padre a 18 anni. Praticò l'umile mestiere di cordaio, prima col padre, poi, dopo la scomparsa del genitore, nella bottega del cognato della madre, la quale in seguito si risposò con un barbiere di Grottaglie, con il quale il giovane Francesco visse fino alla sua partenza da Taranto. Il 27 febbraio 1754, all'età di 24 anni, fu accolto tra i Frati Minori Alcantarini della provincia alcantarina della Terra d'Otranto. Iniziò la vita francescana nel convento di Galatone, cambiando il suo nome in Frate Egidio della Madre di Dio. Alla fine dell'anno di prova, il 28 febbraio 1755, fece la sua professione solenne emettendo i tre voti cardini della "povertà", "obbedienza" e "castità", modificando il nome in Frate Egidio Maria di San Giuseppe.
Trascorse quattro anni presso il convento di Squinzano e, dopo una breve parentesi nel convento di Capurso presso il santuario della Madonna del Pozzo, fu inviato a Napoli nel 1759 presso il convento di San Pasquale a Chiaia. In Napoli, durante la sua lunga permanenza, compì molti miracoli portando sempre con sé una preziosa reliquia di San Pasquale Baylon (santo che fu guida per il giovane Egidio), tanto da essere chiamato dai napoletani O' Santariello.
Fra i numerosi prodigi, i più ricordati sono la risurrezione delle anguille sulla spiaggia di Chiaia, la risurrezione della vaccarella Catarinella, ma soprattutto la resurrezione di un morto. Le sue vicende si intrecciarono con quelle della storia del Regno di Napoli d'età borbonica: era conosciuto dal re Ferdinando IV in persona e, quando il Regno finì sotto il dominio francese e sul trono di Napoli salì Giuseppe Bonaparte, il frate fu convocato a corte da re Giuseppe il quale, incuriosito, chiese al religioso quanto avrebbe regnato su Napoli; il frate gli rispose predicendo che la sua caduta sarebbe avvenuta di lì a poco. Morì a Napoli, ultraottantenne, in odore di Santità nel 1812.

## Culto

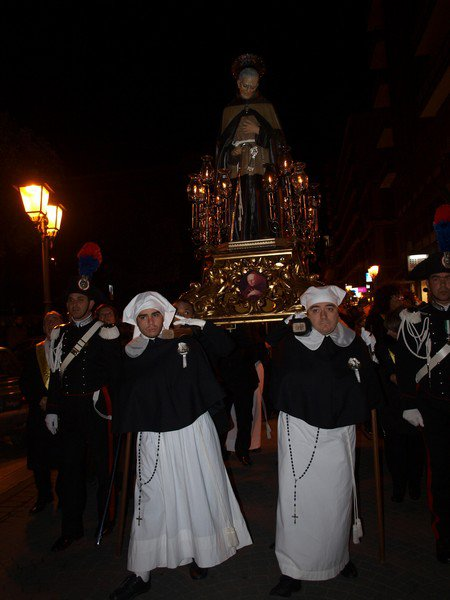
Processione di Sant'Egidio di febbraio

Papa Pio IX il 24 febbraio 1868 lo dichiarò venerabile, mentre papa Leone XIII lo dichiarò beato il 5 febbraio 1888.
Il 29 giugno 1919 l'arcivescovo di Taranto, Orazio Mazzella, proclamò solennemente l'allora “Beato Egidio Maria di San Giuseppe da Taranto Compatrono della città per averla protetta dai gravi pericoli della guerra mondiale 1915-18 appena trascorsa”
Il 2 giugno 1996, Papa Giovanni Paolo II in Piazza San Pietro a Roma lo canonizzò, attribuendo come "miracolo" la guarigione da "coriocarcinoma uterino" della signora Angela Mignogna, nel 1937.
Il culto nella città di Taranto viene curato in maniera particolare dai Frati minori del convento di San Pasquale e dall'Arciconfraternita del Rosario alla quale il Santo era aggregato; molto diffuso è il culto anche nel periferico quartiere di Tramontone dove è stata eretta una parrocchia dagli anni ottanta e dove nel 2001 fu eretta una confraternita in onore del Santo tarantino. La Chiesa di Sant'Egidio a Tramontone (Taranto) vanta un Portale con "I Luoghi ed i Miracoli di Sant'Egidio": bronzetti dello scultore tarantino Aldo Pupino ricerca iconografica sui Miracoli e Luoghi di San Egidio a cura dell'archeologa storica dell'arte Giovanna Bonivento Pupino. L'artista con la sua opera dedicata al Santo ha contribuito alla diffusione del culto egidiano; i bronzetti di Pupino per Sant'Egidio sono collocati a: cancello Palazzo Portacci Piazza Castello, Taranto, Cella di Sant'Egidio a Chiaia (Convento Alcantarini), portale della chiesa di Sant'Egidio a Tramontone, Taranto, Sala Arcivescovado di Taranto denominata Sala Sant'Egidio, la Croce di Sant'Egidio nella Casa Natale del Santo al Pendio La Riccia in Città Vecchia. Nel convento di San Pasquale della città bimare il 16 novembre 2009 è stato solennemente inaugurato, alla presenza dell'arcivescovo di Taranto e del ministro provinciale dei Frati minori, un museo che raccoglie oggetti appartenuti al santo, ex voto e testimonianze del processo di canonizzazione.
Sant'Egidio viene considerato dai cattolici protettore dei bambini, dei giovani in cerca di lavoro e delle famiglie provate dalla sofferenza e dalla malattia, nonché compatrono di Taranto dal 1919, per aver protetto la città durante la Prima guerra mondiale.
La festa liturgica cade il 7 febbraio, in memoria del suo dies natalis.

### Madonna del Pozzo di Capurso
È opera di Sant'Egidio la diffusione, nel Napoletano, del culto della Madonna del Pozzo di Capurso. Nella sua permanenza a Napoli, Egidio soleva portare con sé in un reliquiario, durante le sue visite agli ammalati, un'immagine della Madre di Dio; col permesso dei suoi superiori, egli collocò su un altare laterale nella chiesa di San Pasquale una copia dell'icona di Santa Maria del Pozzo. In Napoli nella chiesa di San Pasquale a Chiaia, in cui ha vissuto il Santo, si venera ancora oggi con forte devozione popolare la Madonna del Pozzo, alla quale è dedicato un altare, ai cui piedi è conservata l'urna che contiene il corpo del Santo. La devozione verso la Madonna del Pozzo è fondamentale e centrale nella vita del Santo, devozione che darà a Sant'Egidio l'appellativo de' "L'innamorato della Madonna del Pozzo".